# تکرارگر

یک تکرارگر بی‌سیم.

تکرارگر (به انگلیسی: repeater) یا تکرارکننده تجهیزات الکترونیکی است که سیگنالی را دریافت کرده و آن را با سطح دامنه بالاتر، انرژی بیشتر یا به سمت دیگر یک مانع ارسال می‌کند. بدین ترتیب می‌توان سیگنال را بدون کاستی به فواصل دورتری فرستاد تا مناطق بیشتری را پوشش دهد.

## در شبکه
این وسیله حداکثر فاصله‌ای را که یک کابل شبکه محلی می‌تواند گسترده شود افزایش دهد. استفاده از یک تکرارگر یک شبکه محلی را به دو قسمت تقسیم نمی‌کند و شبکه تقابلی نمی‌سازد. از آنجا که تکرارگرها با سیگنال‌های فیزیکی واقعی سروکار دارند و در جهت تفسیر داده‌ای که انتقال می‌دهند تلاشی نمی‌کنند، این تجهیزات در «لایه فیزیکی» یعنی اولین لایه از «مدل مرجع OSI» عمل می‌کنند.

## کاربردها
تکرارگرها برد یک سیگنال را با دوباره ارسال کردن آن افزایش می‌دهند. برای یک سیگنال سیمی، از تقویت‌کننده الکترونیکی استفاده می‌شود.
تکرارگر دیجیتال (به انگلیسی: Digipeater) (از آمیختن دو واژهٔ Digital و repeater) در رادیوی آماتور استفاده می‌شود.

### فواید
- گسترش یک شبکه در یک منطقهٔ بزرگتر را آسان می‌کند.
- ارتباط میان روش‌های مختلف ارسال داده را امکان‌پذیر می‌کند (برای نمونه فیبر نوری، UTF، کابل هم‌محور)

### زیان‌ها
- برای جلوگیری از ازدحام نمی‌توان ترافیک را محدود کرد.
- تکرارگرها را نمی‌توان در شبکه‌های دارای ساختارهای متفاوت استفاده کرد.